# USS Walter X. Young (APD-131)
USS Walter X. Young (APD-131) là một tàu vận chuyển cao tốc lớp Crosley, nguyên được cải biến từ chiếc DE-715, một tàu hộ tống khu trục lớp Rudderow, và đã phục vụ cùng Hải quân Hoa Kỳ trong Chiến tranh Thế giới thứ hai. Nó là chiếc tàu chiến duy nhất của Hải quân Hoa Kỳ được đặt cái tên này, theo tên Đại úy Thủy quân Lục chiến Walter Xavier Young (1918-1942), người từng tham gia Chiến dịch Guadalcanal tại quần đảo Solomon, đã tử trận trong cuộc đổ bộ lên Gavutu vào ngày 6 tháng 6, 1942 và được truy tặng Huân chương Chữ thập Hải quân. Nó đã phục vụ cho đến khi chiến tranh kết thúc, xuất biên chế năm 1946, rồi cuối cùng bị đánh chìm như mục tiêu vào năm 1967.

## Thiết kế và chế tạo
Thiết kế của lớp Crosley dựa trên việc cải biến lớp tàu hộ tống khu trục Rudderow. Cấu trúc thượng tầng con tàu được mở rộng, đồng thời tháo dỡ bớt vũ khí trang bị để lấy chỗ bố trí nơi nghỉ cho 162 binh lính được vận chuyển cùng khoảng 40 tấn trang bị. Hệ thống động lực tương tự như với các lớp Buckley và Rudderow; là kiểu động cơ turbine-điện General Electric, cung cấp điện năng cho mô-tơ điện để dẫn động hai trục chân vịt.
Dàn vũ khí được giữ lại bao gồm một khẩu pháo 5 inch (130 mm)/38 cal bố trí một phía trước mũi; ba khẩu đội pháo phòng không Bofors 40 mm nòng đôi và sáu pháo phòng không Oerlikon 20 mm; vũ khí chống ngầm gồm hai đường ray Mk. 9 để thả mìn sâu. Thủy thủ đoàn đầy đủ bao gồm 15 sĩ quan và 168 thủy thủ; và con tàu được bố trí tiện nghi để vận chuyển 12 sĩ quan cùng 150 binh lính đổ bộ.
Cái tên Walter X. Young thoạt tiên được dự định đặt cho chiếc DE-723, một tàu hộ tống khu trục lớp Rudderow, nhưng kế hoạch chế tạo bị hủy bỏ vào tháng 3, 1944; nên tên này được gán lại cho chiếc DE-715, vốn được đặt lườn tại xưởng tàu của hãng Defoe Shipbuilding Co. ở Bay City, Michigan vào ngày 27 tháng 5, 1944. Đang khi được chế tạo, con tàu được xếp lại lớp như một tàu vận chuyển cao tốc vào ngày 17 tháng 7, 1944, mang ký hiệu lườn mới APD-131, và được hạ thủy vào ngày 30 tháng 9, 1944, được đỡ đầu bởi bà John J. McGeeney. Con tàu nhập biên chế cùng Hải quân Hoa Kỳ vào ngày 1 tháng 5, 1945 dưới quyền chỉ huy của Hạm trưởng, Thiếu tá Hải quân Nicholas Biddle.

## Lịch sử hoạt động
Sau khi hoàn tất chuyến đi chạy thử máy huấn luyện tại khu vực vịnh Guantánamo, Cuba, Walter X. Young buộc phải gián đoạn hành trình quay trở về Norfolk, Virginia để vận chuyển một bệnh nhân viêm ruột thừa từ tàu LSM-406 đến vịnh Guantánamo để chữa trị. Nó về đến Hampton Roads, Virginia vào ngày 10 tháng 6, 1945, được bảo trì và huấn luyện trước khi lên đường đi Fort Pierce, Florida, nơi nó huấn luyện phối hợp cùng các đội phá hoại dưới nước (UDT: Underwater Demolition Team). Chuẩn bị để điều động sang khu vực Mặt trận Thái Bình Dương, nó rời vùng bờ Đông vào ngày 30 tháng 7 để đi sang vùng bờ Tây, băng qua kênh đào Panama vào ngày 3 tháng 8, và đi đến San Diego, California vào ngày 12 tháng 8. Hai ngày sau đó, bên kia đường đổi ngày quốc tế, Nhật Bản chấp nhận đầu hàng giúp chấm dứt vĩnh viễn cuộc xung đột. 
Vào ngày 16 tháng 8, Walter X. Young đón lên tàu 93 người thuộc Đội UDT-22 do Thiếu tá Hải quân J. F. Chace chỉ huy, rồi lên đường hướng sang quần đảo Hawaii. Đi đến Trân Châu Cảng vào ngày 22 tháng 8, nó được tiếp nhiên liệu, tiếp liệu và chất nổ cho đội UDT trước khi tiếp tục hành trình vào ngày hôm sau để hướng sang Nhật Bản. Đi ngang qua quần đảo Marshall, nó đi đến vịnh Tokyo vào ngày 4 tháng 9, và trình diện để phục vụ cùng Phó đô đốc Theodore S. Wilkinson, Tư lệnh Lực lượng Đổ bộ Đệ Tam hạm đội. Nó được phân về Đội đặc nhiệm 32.2 cùng hai tàu vận chuyển cao tốc khác cùng các đội UDT phối thuộc, đặt căn cứ tại Yokohama.
Vào ngày 20 tháng 9, Walter X. Young cùng tàu vận chuyển cao tốc Gantner (APD-42) lên đường đi Aomori ở phía cực Bắc đảo Honshū, nơi họ trinh sát bãi đổ bộ và phá hủy các chướng ngại vật nhằm chuẩn bị cho việc đổ bộ lực lượng Lục quân làm nhiệm vụ chiếm đóng. Họ đã hộ tống chiếc tàu đốc đổ bộ Catamount (LSD-17) trong chuyến đi ngắn này, và trên đường đi vào ngày 21 tháng 9 đã phát hiện và phá hủy một quả thủy lôi trôi nổi trên biển. Sau khi đến nơi vào ngày 22 tháng 9, Gantner đi đến Ominato để đón các viên chức Nhật Bản cùng tham gia công việc, trong khi Walter X. Young tiếp tục đi đến Aomori. Nó phát hiện qua sonar ba xác tàu đắm dưới nước, và các người nhái của Đội UDT-22 đã đánh dấu chúng bằng phao tiêu. Một xác tàu đắm thứ tư đã được phía Nhật Bản đánh dấu từ trước. Vào ngày 23 tháng 9, Đội UDT-22 tiếp tục trinh sát bãi biển và các lối tiếp cận, đánh dấu bằng phao tiêu các xác tàu nhỏ đắm gần bãi biển, rồi tiếp tục công việc vào ngày hôm sau, vẽ sơ đồ khu vực đổ bộ và công bố bãi đổ bộ sẵn sàng cho việc đón tiếp mọi phương tiện. Lực lượng chiếm đóng đổ bộ lên Aomori trong suốt ngày 25 tháng 9.
Thả neo tại Ominato vào chiều tối ngày 26 tháng 9, Walter X. Young rời khu vực vào sáng ngày hôm sau để hướng đến Niigata, trên bờ biển phía Tây đảo Honshū. Nó gặp gỡ một tàu kéo Nhật Bản đang đưa hai sĩ quan Lục quân đi bằng đường bộ từ Tokyo, nhiều cảnh sát Nhật và một viên hoa tiêu địa phương. Sau khi biết thông tin phía Nhật Bản đã quét sạch mìn trên luồng chính tiến vào cảng, người nhái của Đội UDT-22 được phối thuộc đã tiến hành khảo sát bãi đổ bộ, đánh dấu và vẽ sơ đồ khu vực đổ bộ trước khi quay trở lại tàu. Chiếc tàu vận chuyển cao tốc lên đường quay trở lại vịnh Tokyo, ghé đến Hakodate, Hokkaidō trên đường đi để đón một sĩ quan thuộc Đội UDT-22 vốn được biệt phái làm nhiệm vụ độc lập tại đây. Con tàu thả neo tại Yokohama vào ngày 30 tháng 9.
Lên đường vào ngày 12 tháng 10 để quay trở về Hoa Kỳ, Walter X. Young đi ngang qua Guam và Trân Châu Cảng trước khi về đến San Diego vào ngày 2 tháng 11, nơi Đội UDT-22 rời tàu. Nó được bảo trì trong mười ngày tại San Diego, rồi làm nhiệm vụ vận chuyển nhân sự Hải quân và Thủy quân Lục chiến dọc theo vùng bờ Tây trong phạm vi Quân khu Hải quân 11. 
Walter X. Young được cho xuất biên chế vào ngày 2 tháng 7, 1946, và được đưa về Hạm đội Dự bị Thái Bình Dương, neo đậu tại Stockton, California. Tên nó được cho rút khỏi danh sách Đăng bạ Hải quân vào ngày 1 tháng 5, 1962, và con tàu được kéo đến Trung tâm Thử nghiệm Tên lửa Thái Bình Dương tại Point Mugu, California, nơi nó bị đánh chìm như một mục tiêu bởi tên lửa vào ngày 11 tháng 4, 1967.

## Phần thưởng
Nguồn: Navsource Naval History
|  |  |  |
|  |  |  |

| Huân chương Chiến dịch Hoa Kỳ                 |                                      |                                         |
| Huân chương Chiến dịch Châu Á-Thái Bình Dương | Huân chương Chiến thắng Thế Chiến II | Huân chương Phục vụ Chiếm đóng Hải quân |